# Nielloua
Nielloua est un village du Niger, situé au sud du département de Madarounfa ; région de Maradi. Un site touristique au bord du Goulbi entouré des rochers avec des gravures anciennes. L'écriture diffère selon la prononciation ainsi on trouve : Nielloua, Nielwa, Neylwa, i-n-yaloua ou Inyaloua.

## Géographie

### Administration
Nielloua est un village situé au sud du département de Madarounfa à environ 7 km de Jibia à la frontière du Nigeria.  

### Situation
Le village de Nielloua est entouré par :
- au nord : le village  de Dan-Koussou,
- à l'est : le village de Raka et Mai-Tambari
- au sud : le village de Angouwa - Roumdji et JIBIA frontière du Nigéria.

## Population
La population est essentiellement musulmane, composée des Haoussa, Peulh (Kaoura Hassaou) et Touareg (sédentarisé).

## Économie
L'agriculture est la base d'activité économique de la population; ensuite le commerce, l'élevage... Des indices d'or et autres métaux ont été décelés dans la région de Gabi, Maraka et Nielloua.

## Histoire
On parle d'un guerrier Peul-Haoussa kaoura Hassaou qui est le roi et fondateur de ce village.